# 서울 FC 마르티스
서울 FC 마르티스(Seoul Football Club Martyrs)는 대한민국 서울특별시에 있었던 축구 선수단이다. 삶의교회가 운영했던 아마추어 축구단이며, 2009년에 창단되고 2015년에 해단되었다. 2009년부터 2015년까지 K3리그에 참가한 기독교 선교 축구단으로, 경기도 양주시에 있는 삶의교회가 운영했다. 연고지는 서울특별시이며 강북구민운동장을 홈 경기장으로 사용했다.

## 역사
2002년 조기 축구팀으로 창단한 뒤 2009 시즌부터 2015 시즌까지 K3리그에 출전했고 이 가운데 2011 시즌 7위(B조 5위)가 서울 FC 마르티스가 과거 K3리그에서 거둔 가장 좋은 성적이었다.
그러나 2011 시즌을 제외한 나머지 6시즌동안 리그 최하위, K3리그 사상 첫 무승(2012 시즌 2무 23패), 1시즌 최다 실점(2015 시즌 284실점), K3리그 사상 첫 전패(2015 시즌 25전 전패) 등의 처참한 기록들만을 남긴 채 2016 시즌을 앞두고 리그에서 퇴출되면서 창단 14년만에 역사 속으로 사라졌다.

## 시즌 결과
2015년 10월 10일 기준
| 시즌 | 리그              | 팀수  | 순위  | 경기 | 승 | 무 | 패 | 득 | 실  | 승점 | FA컵    | 기타 | 감독          |
| ---- | ----------------- | ----- | ----- | ---- | -- | -- | -- | -- | --- | ---- | ------- | ---- | ------------- |
| 2015 | K3리그(A조)       | 18(9) | 18(9) | 25   | 0  | 0  | 25 | 9  | 284 | -3   | 1라운드 |      | 김준현 김상화 |
| 2014 | 챌린저스리그(A조) | 18(9) | 18(9) | 25   | 1  | 0  | 24 | 23 | 167 | 3    |         |      | 김상화        |
| 2013 | 챌린저스리그(B조) | 18(9) | 16(8) | 25   | 4  | 2  | 19 | 24 | 92  | 14   |         |      | 김용해        |
| 2012 | 챌린저스리그(A조) | 18(9) | 18(9) | 25   | 0  | 2  | 23 | 33 | 158 | 2    |         |      | 류봉기        |
| 2011 | 챌린저스리그(B조) | 16(8) | 7(5)  | 22   | 9  | 3  | 10 | 43 | 56  | 30   |         |      | 류봉기        |
| 2010 | K3리그(A조)       | 18(9) | 16(8) | 25   | 2  | 2  | 21 | 31 | 88  | 8    |         |      | 류봉기        |
| 2009 | K3리그            | 17    | 17    | 26   | 2  | 0  | 24 | 17 | 163 | 6    |         |      | 류봉기 이태홍 |